# Hamza Hakimzoda
Hamza Hakimzoda, ps. „Niyoziy” (ur. 6 marca 1889 w Kokandzie, zm. 18 marca 1929 w Shohimardonie) – uzbecki poeta, dramatopisarz i kompozytor.
Był działaczem oświatowym i pedagogiem, opublikował zbiory wierszy i sztuk teatralnych o tematyce społeczno-obyczajowej, m.in. Boy ila xizmatchi (Bogacz i sługa, 1918). Polskie przekłady jego wiersze ukazały się w 1989 w antologii Poezja uzbecka.